# PDB (géologie)
Pour les articles homonymes, voir PDB.
En géologie, le sigle PDB signifie Pee Dee Belemnite (« bélemnite de Pee Dee »). Il s'agit d'une référence standard des δ13C, mesurée sur des coquilles de Belemnitella americana (en), une espèce de bélemnites du Crétacé supérieur présente en abondance sur le site fossilifère de Pee Dee en Caroline du Sud (États-Unis). Cette bélemnite a été choisie car il s'agit d'un animal marin ayant vécu au Crétacé supérieur, lors d'une époque dépourvue de calottes polaires et sans contrastes climatiques marqués.
Cette valeur de référence des δ13C correspond au rapport (13C/12C)PDB = 0,0112372.
Le calcul des δ13C se fait via la formule :
{\displaystyle \delta ^{13}C_{\text{échantillon}}=\left({\frac {^{13}C/^{12}C_{\text{échantillon}}}{^{13}C/^{12}C_{\mathrm {PDB} }}}-1\right)\cdot 1000}
Les rapports isotopiques du carbone (% de 13C et % de 12C) de tous les échantillons géologiques naturels, organiques ou inorganiques, peuvent ainsi être comparés au standard PBD. Cette différence des rapports isotopiques en 12C et 13C  sera
notée : {\displaystyle \delta ^{13}C_{\text{PDB}}} (‰).
En géologie sédimentaire, ces mesures permettent de caractériser les paléoenvironnements dans lesquels les carbonates se sont déposés.
Du fait d'un rapport 13C/12C anormalement élevé, d'autres références, notamment la Vienna PDB (VPDB), ont aujourd'hui remplacé l'originale .